# Meteorología espacial

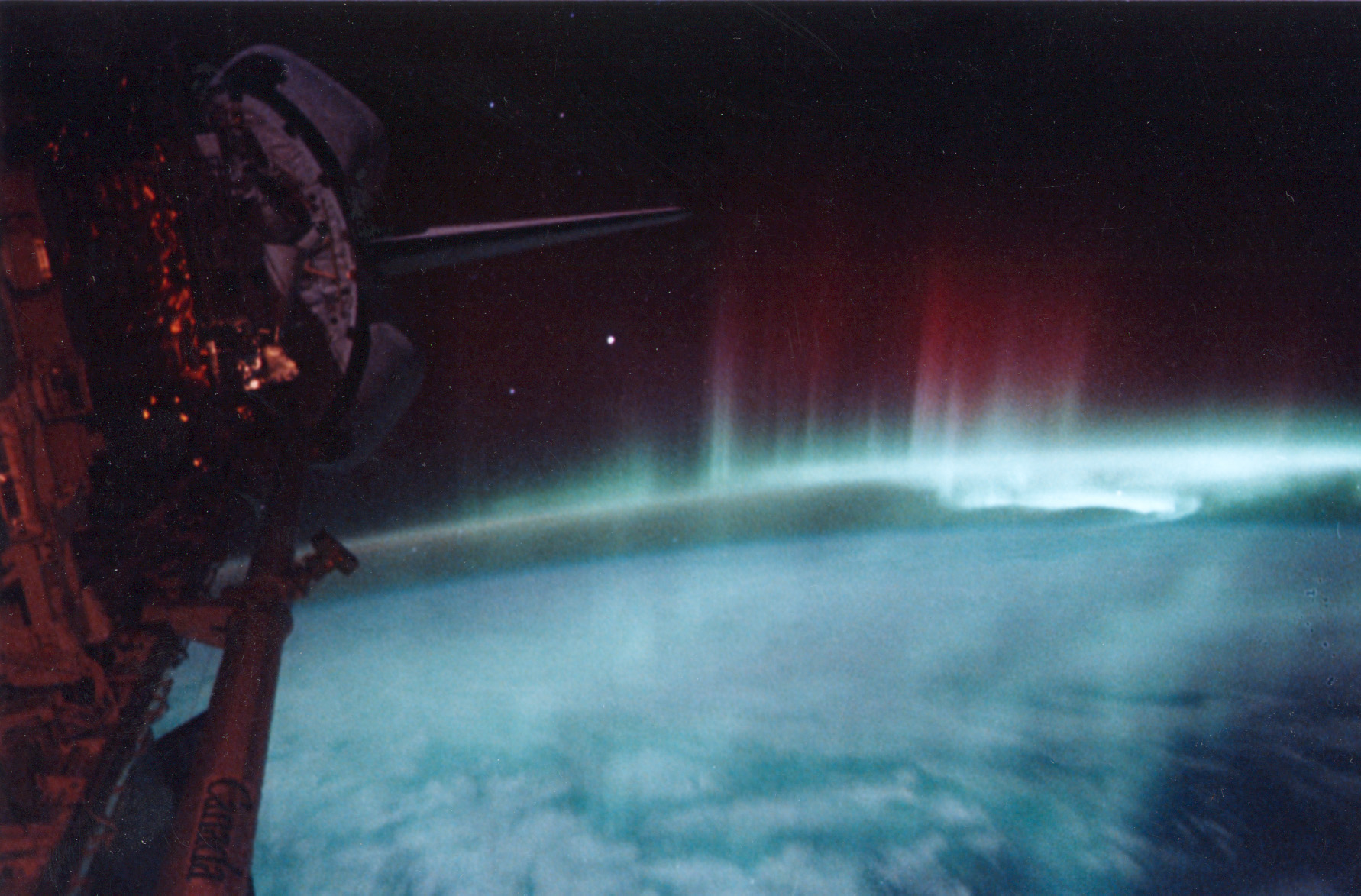
Aurora austral observada desde el espacio por la lanzadera espacial Discovery en mayo de 1991.

La meteorología espacial es un concepto que se refiere al estudio de las cambiantes condiciones del medio en el espacio cercano a la Tierra o el espacio comprendido entre el Sol y la atmósfera terrestre. Se diferencia de la meteorología, cuyo ámbito de estudio se limita a la atmósfera terrestre (troposfera y estratosfera).
La meteorología espacial analiza y predice las variaciones en el plasma solar, el campo magnético terrestre, la radiación y otras variables del espacio exterior. Buena parte de estas variaciones están regidas por la cantidad de energía que atraviesa el espacio interplanetario en forma de viento solar desde las capas más exteriores del Sol y su propia atmósfera (cromosfera y corona).
El término «tiempo espacial» se emplea a veces para referirse a los cambios en el espacio interplanetario (e incluso también para las variaciones en el espacio interestelar).
La meteorología espacial tiene dos enfoques: la investigación científica y sus aplicaciones.
El término meteorología espacial no comenzó a utilizarse dentro de los círculos científicos hasta la década de 1990. Con anterioridad, las actividades científicas ahora conocidas como meteorología espacial estaban consideradas como una parte de la física espacial, de la aeronomía o de la exploración espacial.